# Bad Wörishofen
Bad Wörishofen település Németországban, azon belül Bajorországban. Lakosainak száma 17 683 fő (2023. december 31.). Bad Wörishofen Rammingen és Mindelheim községekkel határos.

## Népesség
A település népessége az elmúlt években az alábbi módon változott:
| Lakosok száma | 942  | 6876 | 10 928 | 12 195 | 14 455 | 14 898 | 15 731 | 15 922 | 16 648 | 17 683 |
|               | 1875 | 1950 | 1975   | 1987   | 2012   | 2014   | 2016   | 2017   | 2021   | 2023   |

## Fekvése
A Wertach folyó völgyében, Memmingentől keletre, Mindelheimtől délkeletre fekvő település.

## Története
Bad Wörishofen az 1897-ben elhunyt orvos-pap, Sebastian Kneipp révén vált világszerte ismertté, a Kneipp-kúra fürdővárosává. Kneipp az egykori domonkosrendi kolostorban élt. Az épületben van az életét és tevékenységét bemutató múzeum. A rendház templomának késő gótikus szentélye van, hajóját 1719-1722 között bővítették. Belsejét wessobrunni mesterek, főként Dominikus Zimmermann díszítették. 

## Nevezetességek
- Sebastian Kneipp orvos-pap itt élt és itt is hunyt el.
- Knepp fürdője
- A rendház templomának késő gótikus szentélye.

## Galéria

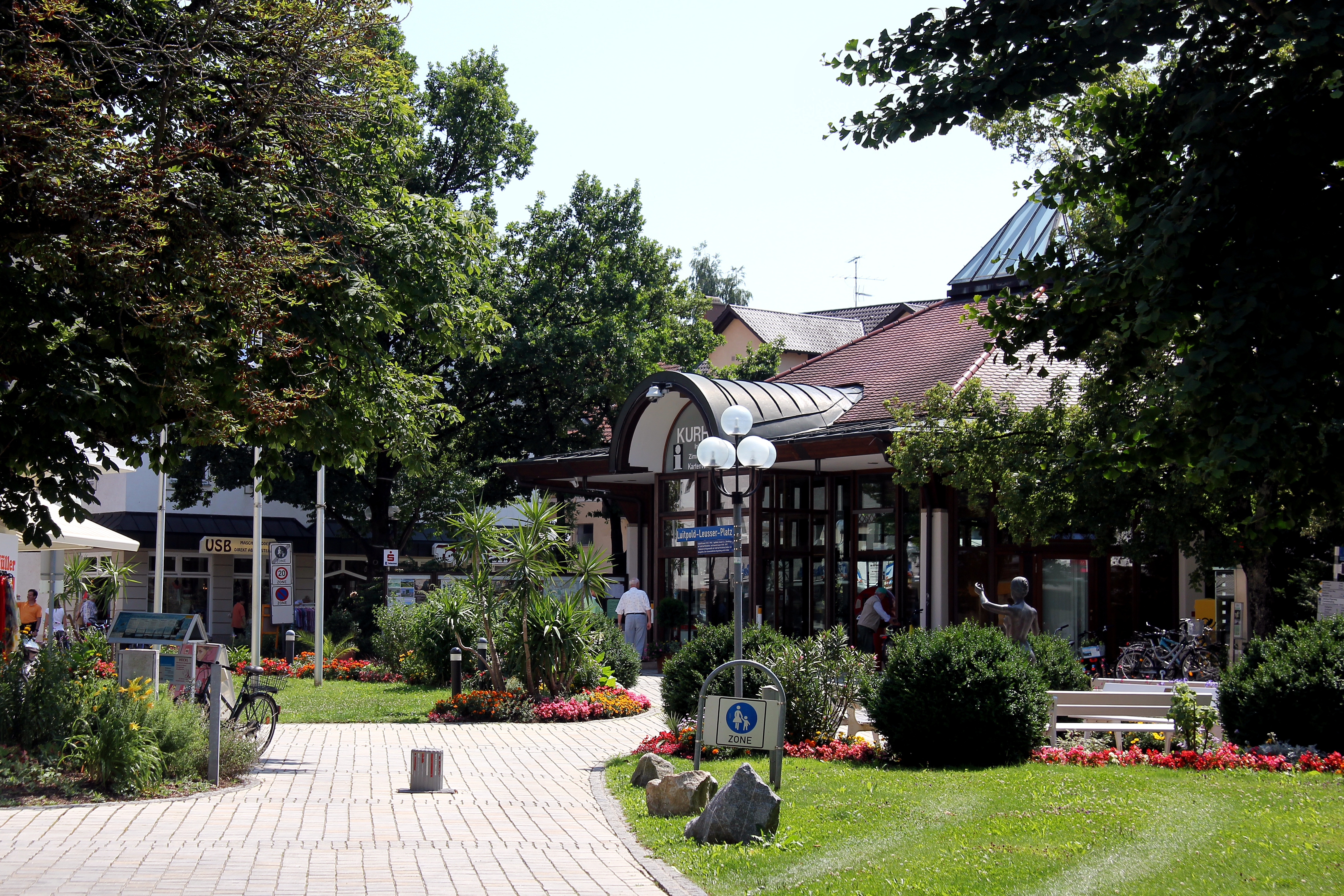
Kurhaus
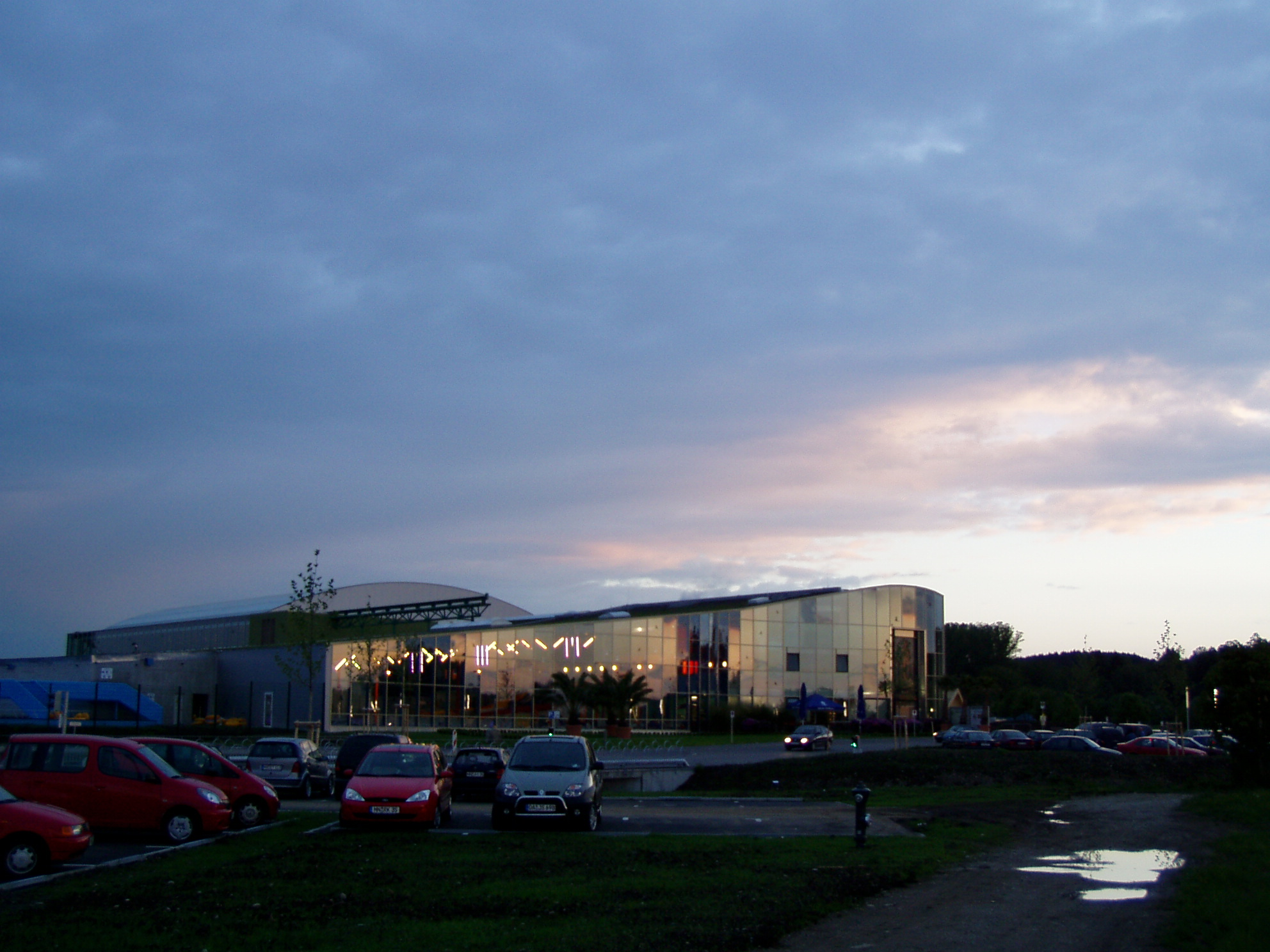
A fürdő épülete
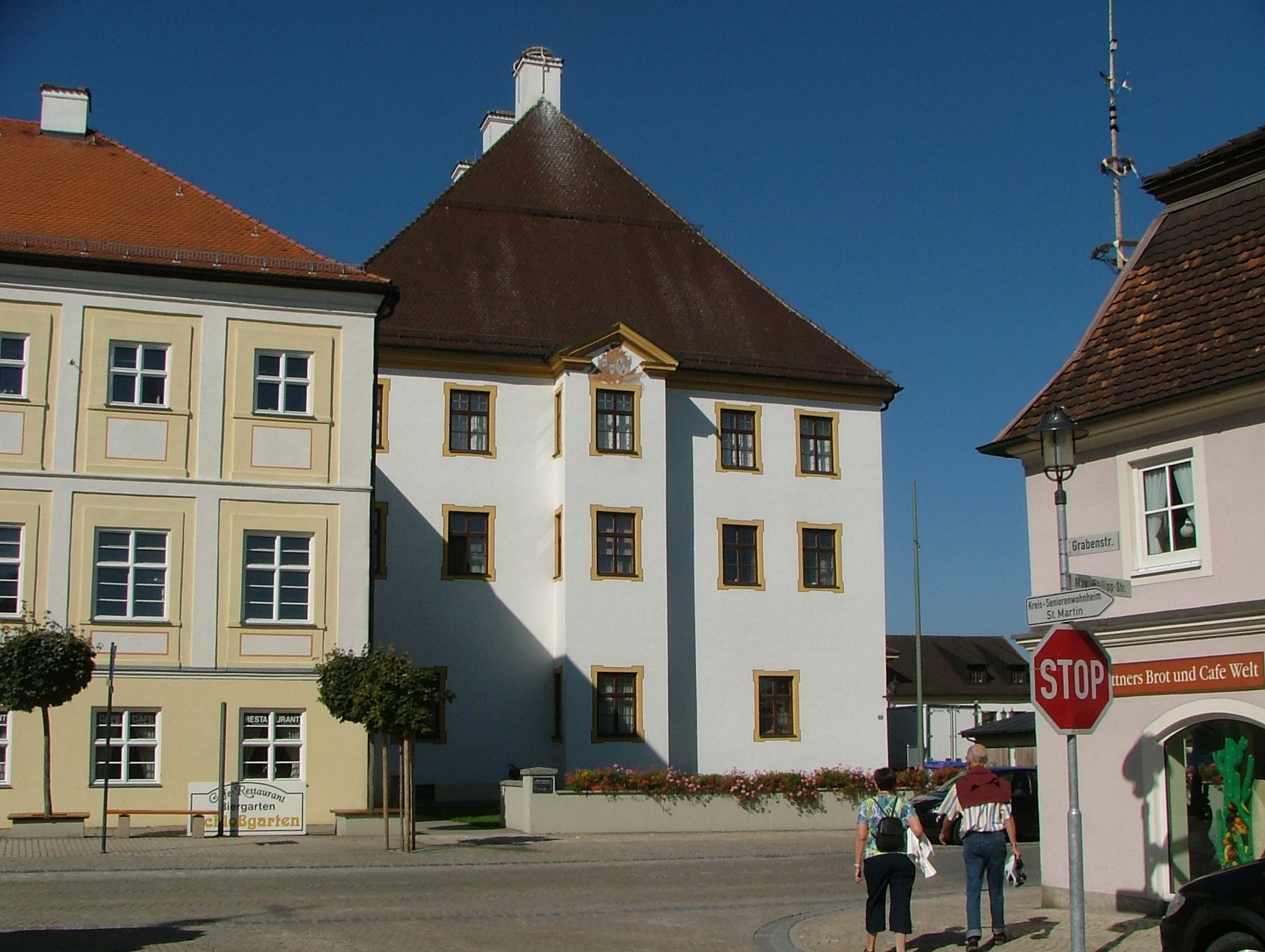
Großes Schloss